# Iwan VI. (Russland)

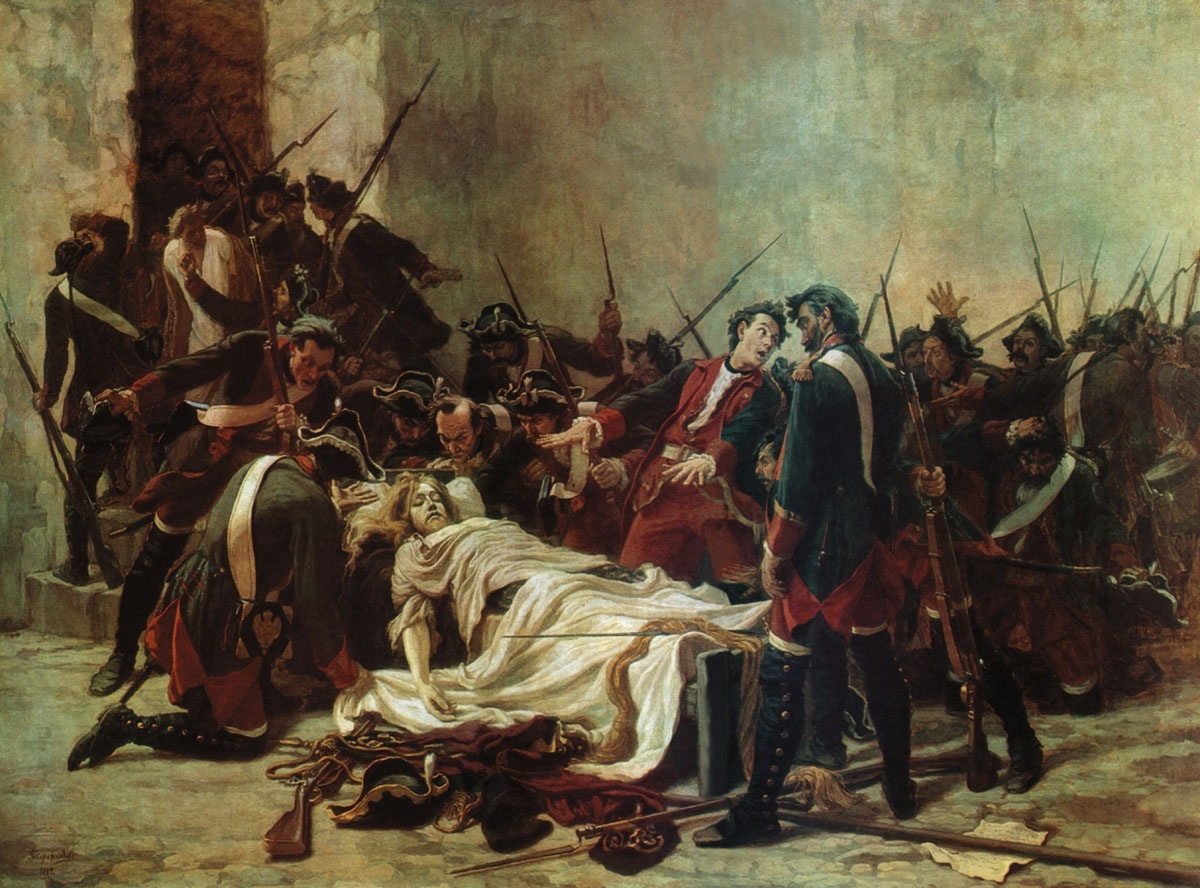
Iwan VI.

Ioann Antonowitsch (Иоанн Антонович Ioann Antonovič, * 12. Augustjul. / 23. August 1740greg. in Sankt Petersburg; † 5. Julijul. / 16. Juli 1764greg. in der Festung Schlüsselburg) war von 1740 bis 1741 als Iwan VI. (Иван VI Ivan VI) der nominelle Kaiser von Russland. Er gehörte zu den tragischen Figuren auf dem russischen Thron. Im Alter von zwei Monaten wurde er am 17. Oktoberjul. / 28. Oktober 1740greg. zum Kaiser inthronisiert und bereits am 25. November 1741 gestürzt. Er verbrachte den Rest seines Lebens in Gefangenschaft.

## Leben
Iwan Antonowitsch war das erstgeborene Kind von Anton Ulrich von Braunschweig-Wolfenbüttel (1714–1774) und dessen Frau Anna Leopoldowna (1718–1746), die ihrerseits Tochter von Herzog Karl Leopold zu Mecklenburg und dessen dritter Gemahlin Katharina Iwanowna, einer Tochter Iwans V., war. Kurz nach der Geburt wurde er von seiner Großtante, Kaiserin Anna, zum russischen Thronfolger ernannt. Die Kaiserin folgte damit dem Testament von Peter dem Großen. Dieser hatte darin kurz vor seinem Tod bestimmt, dass der jeweils regierende Kaiser seinen Nachfolger selbst ernennen dürfe. Diese neue Thronfolgeregelung versetzte das Haus Romanow in große Schwierigkeiten, da die Kaiser nun ernannt und nicht mehr durch das Erstgeburtsrecht bestimmt wurden, und führte zu großen Intrigen am Hofe. Jeder Prinz und jede Prinzessin war somit ein potentieller Nachfolger und viele Mitglieder des Hauses Romanow machten sich Hoffnung auf die Thronfolge.

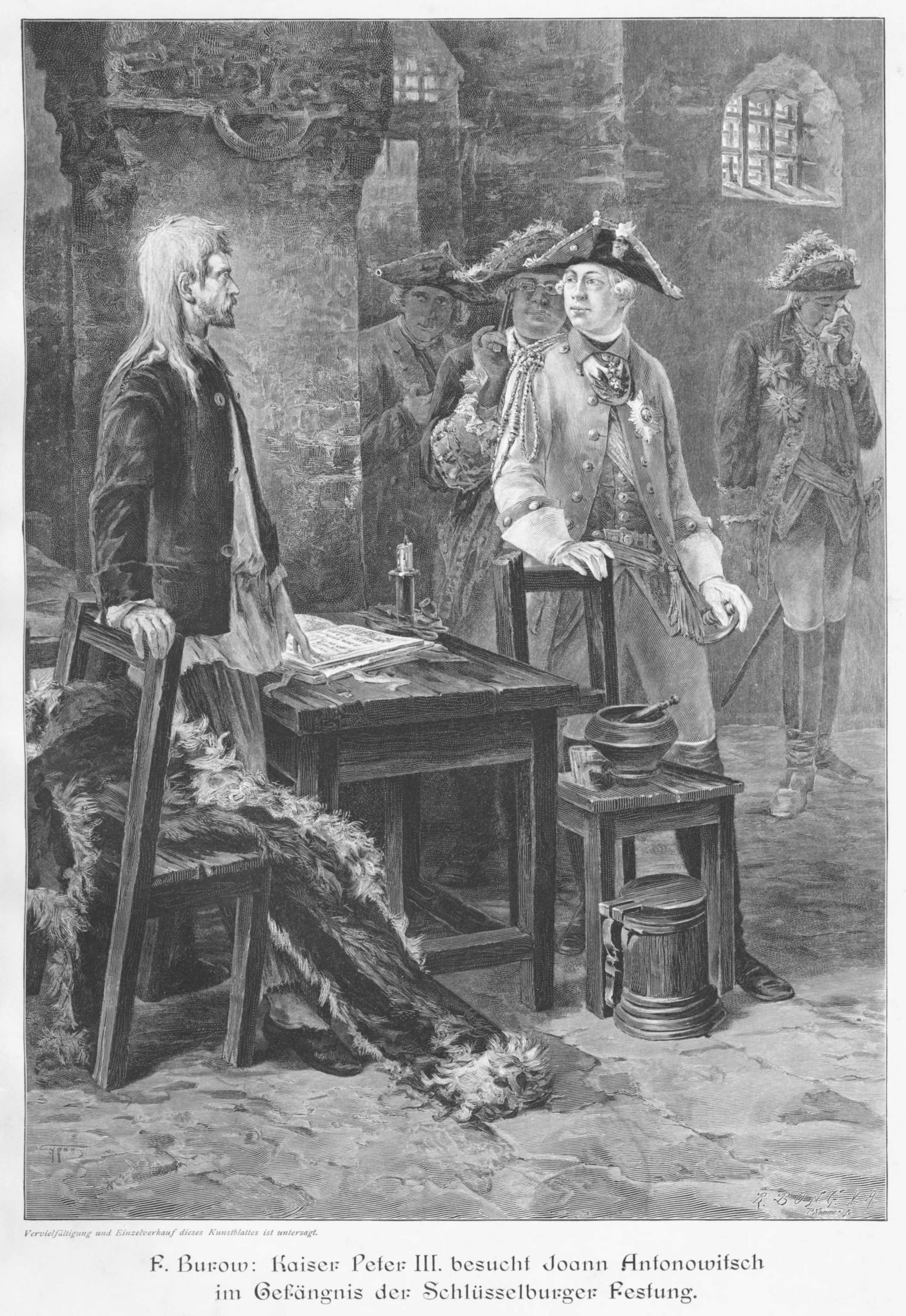
Kaiser Peter III. besucht Joann Antonowitsch im Gefängnis der Schlüsselburger Festung, Holzschnitt nach einem Gemälde von F. Burow

Als Regenten für den minderjährigen Enkel ihrer Schwester Katharina ernannte Kaiserin Anna dessen Mutter und ihren Favoriten Ernst Johann von Biron. Doch Anna Leopoldowna ließ Biron schon nach wenigen Wochen stürzen, war selbst aber zur Regierung weder befähigt noch bereit. 
So kam es bereits im Jahre 1741 zum politischen Umsturz. Die Tochter von Kaiser Peter dem Großen, Elisabeth Petrowna, entthronte den Säugling und konnte die Macht für die nächsten 20 Jahre an sich reißen. Im Gegensatz zu ihren Vorgängern lehnte ihre Politik sich Frankreich an. Damit beendete die neue Kaiserin zunächst das gute Verhältnis zur Habsburgermonarchie.
Die gestürzte Regentin Anna Leopoldowna und ihr politisch schwacher Ehemann Anton Ulrich wurden in das Kloster Cholmogory (südwestlich von Archangelsk) verbannt. Der abgesetzte Kaiser Iwan VI. wurde von seinen Eltern getrennt gefangen gehalten. Anton Ulrich und seine Frau sahen ihren ältesten Sohn nie wieder. Nach dem Regierungsantritt von Kaiserin Katharina II. wurde Iwan VI. im Jahre 1764 nach 23-jähriger Haft in Schlüsselburg bei Sankt Petersburg ermordet – angeblich im Laufe eines Befreiungsversuchs. Die Erinnerung an ihn wurde bewusst ausgelöscht.
Iwan VI. ist der einzige russische Kaiser, dessen Begräbnisort bis heute unbekannt ist.

## Familie
Iwan VI. hatte noch vier jüngere Geschwister, die in Gefangenschaft geboren wurden: 
- Katharina (26. Juli 1741–21. April 1807)
- Elisabeth (16. November 1743–20. Oktober 1782)
- Peter (30. März 1745–30. Januar 1798)
- Alexej (10. März 1746–23. Oktober 1787)

Iwans Geschwister wurden zusammen mit ihren Eltern gefangengehalten, denn nach der Thronfolgeregelung Anna Iwanownas galten auch sie als mögliche Thronanwärter und deshalb als potentielle Gefährdung der jeweils regierenden Zaren, wenn auch in der Öffentlichkeit nichts über ihre Existenz bekannt gewesen sein dürfte. Sie wuchsen unter ständiger Bewachung und ohne jegliche Möglichkeit, Bildung zu erwerben, auf. Ihr Vater durfte ihnen nicht einmal Lesen und Schreiben oder seine Muttersprache Deutsch beibringen. Erst 1780 entließ Katharina II. die Geschwister zu ihrer Tante, der Königinwitwe von Dänemark, Juliane Marie von Braunschweig-Wolfenbüttel, wo sie in Horsens in Jütland zurückgezogen lebten.